# Puchar Kontynentalny w skokach narciarskich 2014/2015
Puchar Kontynentalny w skokach narciarskich 2014/2015 – 24. edycja Pucharu Kontynentalnego. Rozpoczęła się 12 grudnia 2014 na skoczni Renabakkene w Renie, a zakończyła się 15 marca 2015 na skoczni Aist w Niżnym Tagile. Rozegranych zostało 26 konkursów w dziesięciu krajach.
Tytułu bronił reprezentant Austrii Manuel Fettner, który w sezonie 2013/2014 pokonał o 72 punkty Słoweńca Nejca Dežmana. Trzecie miejsce zajął Rok Justin.
Ostateczny terminarz zawodów został zatwierdzony w czerwcu 2014 w hiszpańskiej Barcelonie.
Zawody w Renie 13 grudnia zostały przerwane w trakcie 1. serii z powodu zbyt silnego wiatru. W zamian następnego dnia rozegrano dwa konkursy. Z powodu braku śniegu i dodatnich temperatur odwołano zawody w Garmisch-Partenkirchen 20 i 21 grudnia. Ze względu na zbyt silny wiatr nie odbył się drugi konkurs w Brotterode 8 lutego oraz trzeci konkurs w Iron Mountain 22 lutego. W zamian za odwołany konkurs w Brotterode zaplanowano trzecie zawody w Titisee-Neustadt.
W cyklu zwyciężył Słoweniec Anže Semenič, wyprzedzając o ponad 200 punktów Norwega Kennetha Gangnesa. Trzecie miejsce zajął kolejny reprezentant Słowenii, Miran Zupančič.

## Kalendarz zawodów
| Lp.                                                                          | Data                                                                         | Miejscowość                                                                  | HS                                                                           | Uwagi                                                                        | 1. miejsce            | 2. miejsce                | 3. miejsce                    |
| ---------------------------------------------------------------------------- | ---------------------------------------------------------------------------- | ---------------------------------------------------------------------------- | ---------------------------------------------------------------------------- | ---------------------------------------------------------------------------- | --------------------- | ------------------------- | ----------------------------- |
| 1.                                                                           | 12 grudnia 2014                                                              | Rena                                                                         | HS-111                                                                       | –                                                                            | Stephan Leyhe         | Johann André Forfang      | Killian Peier                 |
| 2.                                                                           | 14 grudnia 2014                                                              | Rena                                                                         | HS-139                                                                       | –                                                                            | Manuel Fettner        | Johann André Forfang      | Manuel Poppinger              |
| 3.                                                                           | 14 grudnia 2014                                                              | Rena                                                                         | HS-139                                                                       | –                                                                            | Johann André Forfang  | Anže Semenič              | Stephan Leyhe Phillip Sjøen   |
| —                                                                            | 20 grudnia 2014                                                              | Garmisch-Partenkirchen                                                       | HS-140                                                                       | [ a ]                                                                        | odwołany              | odwołany                  | odwołany                      |
| —                                                                            | 21 grudnia 2014                                                              | Garmisch-Partenkirchen                                                       | HS-140                                                                       | [ a ]                                                                        | odwołany              | odwołany                  | odwołany                      |
| 4.                                                                           | 27 grudnia 2014                                                              | Engelberg                                                                    | HS-137                                                                       | –                                                                            | Rok Justin            | Bartłomiej Kłusek         | Tom Hilde                     |
| 5.                                                                           | 28 grudnia 2014                                                              | Engelberg                                                                    | HS-137                                                                       | –                                                                            | Tom Hilde             | Miran Zupančič            | Rok Justin                    |
| 6.                                                                           | 10 stycznia 2015                                                             | Wisła                                                                        | HS-134                                                                       | [ b ]                                                                        | Jan Ziobro            | Klemens Murańka           | Andreas Wank                  |
| 7.                                                                           | 11 stycznia 2015                                                             | Wisła                                                                        | HS-134                                                                       | [ b ]                                                                        | Maciej Kot            | Klemens Murańka           | Dawid Kubacki                 |
| 8.                                                                           | 16 stycznia 2015                                                             | Sapporo                                                                      | HS-100                                                                       | –                                                                            | Miran Zupančič        | Kenneth Gangnes           | Clemens Aigner                |
| 9.                                                                           | 17 stycznia 2015                                                             | Sapporo                                                                      | HS-134                                                                       | –                                                                            | Phillip Sjøen         | William Rhoads            | Kenneth Gangnes               |
| 10.                                                                          | 18 stycznia 2015                                                             | Sapporo                                                                      | HS-134                                                                       | [ b ]                                                                        | Manuel Poppinger      | Tomaž Naglič Anže Semenič | —                             |
| 11.                                                                          | 24 stycznia 2015                                                             | Planica                                                                      | HS-139                                                                       | –                                                                            | Anže Lanišek          | Tomaž Naglič              | Joacim Ødegård Bjøreng        |
| 12.                                                                          | 25 stycznia 2015                                                             | Planica                                                                      | HS-139                                                                       | [ b ]                                                                        | Klemens Murańka       | Jaka Hvala                | Andraž Pograjc                |
| 13.                                                                          | 31 stycznia 2015                                                             | Zakopane                                                                     | HS-134                                                                       | –                                                                            | Dawid Kubacki         | Daniel Wenig              | Ulrich Wohlgenannt            |
| 14.                                                                          | 1 lutego 2015                                                                | Zakopane                                                                     | HS-134                                                                       | –                                                                            | Atle Pedersen Rønsen  | Ulrich Wohlgenannt        | Dawid Kubacki                 |
| 15.                                                                          | 7 lutego 2015                                                                | Brotterode                                                                   | HS-117                                                                       | –                                                                            | Krzysztof Biegun      | Robert Johansson          | Joachim Hauer                 |
| —                                                                            | 8 lutego 2015                                                                | Brotterode                                                                   | HS-117                                                                       | [ c ]                                                                        | odwołany              | odwołany                  | odwołany                      |
| 16.                                                                          | 14 lutego 2015                                                               | Lahti                                                                        | HS-130                                                                       | –                                                                            | Halvor Egner Granerud | Anže Lanišek              | Janne Ahonen                  |
| 17.                                                                          | 15 lutego 2015                                                               | Lahti                                                                        | HS-130                                                                       | –                                                                            | Anže Lanišek          | Maciej Kot                | Karl Geiger                   |
| 18.                                                                          | 21 lutego 2015                                                               | Iron Mountain                                                                | HS-133                                                                       | –                                                                            | Anže Semenič          | Maciej Kot                | Ulrich Wohlgenannt            |
| 19.                                                                          | 21 lutego 2015                                                               | Iron Mountain                                                                | HS-133                                                                       | –                                                                            | Andreas Wank          | Anže Semenič              | Joachim Hauer                 |
| —                                                                            | 22 lutego 2015                                                               | Iron Mountain                                                                | HS-133                                                                       | [ c ]                                                                        | odwołany              | odwołany                  | odwołany                      |
| 20.                                                                          | 28 lutego 2015                                                               | Titisee-Neustadt                                                             | HS-142                                                                       | –                                                                            | Kenneth Gangnes       | Jaka Hvala                | Daniel-André Tande            |
| 21.                                                                          | 28 lutego 2015                                                               | Titisee-Neustadt                                                             | HS-142                                                                       | –                                                                            | Daniel-André Tande    | Andreas Wank              | Pius Paschke                  |
| 22.                                                                          | 1 marca 2015                                                                 | Titisee-Neustadt                                                             | HS-142                                                                       | –                                                                            | Halvor Egner Granerud | Stephan Leyhe             | Krzysztof Biegun Andreas Wank |
| 23.                                                                          | 7 marca 2015                                                                 | Seefeld                                                                      | HS-109                                                                       | –                                                                            | Dawid Kubacki         | Aleksander Zniszczoł      | Daniel-André Tande            |
| 24.                                                                          | 8 marca 2015                                                                 | Seefeld                                                                      | HS-109                                                                       | –                                                                            | Daniel-André Tande    | Kenneth Gangnes           | Dawid Kubacki                 |
| 25.                                                                          | 14 marca 2015                                                                | Niżny Tagił                                                                  | HS-134                                                                       | –                                                                            | Anže Semenič          | Andrzej Stękała           | Daniel-André Tande            |
| 26.                                                                          | 15 marca 2015                                                                | Niżny Tagił                                                                  | HS-134                                                                       | –                                                                            | Anže Semenič          | Stephan Leyhe             | Tom Hilde                     |
| Puchar Kontynentalny w skokach narciarskich 2014/2015 – klasyfikacja końcowa | Puchar Kontynentalny w skokach narciarskich 2014/2015 – klasyfikacja końcowa | Puchar Kontynentalny w skokach narciarskich 2014/2015 – klasyfikacja końcowa | Puchar Kontynentalny w skokach narciarskich 2014/2015 – klasyfikacja końcowa | Puchar Kontynentalny w skokach narciarskich 2014/2015 – klasyfikacja końcowa | Anže Semenič          | Kenneth Gangnes           | Miran Zupančič                |

## Statystyki indywidualne
| Austria |     |    |    |     |     |     |     |     |    |     |    |     |     |     |     |     |     |     |    |     |    |     |     |     |    |     |
| Clemens Aigner | 12  | 10 | 8  | 10  | 29  | –   | –   | 3   | 4  | 10  | 5  | 26  | 12  | 4   | 21  | –   | –   | 31  | 21 | –   | –  | –   | 23  | 21  | 26 | 12  |
| Florian Altenburger | –   | –  | –  | 16  | 30  | –   | –   | 36  | 10 | 23  | 21 | 41  | 21  | 12  | 17  | –   | –   | 26  | 31 | –   | –  | –   | 22  | 31  | –  | –   |
| Philipp Aschenwald | –   | –  | –  | –   | –   | 17  | 17  | –   | –  | –   | –  | –   | –   | –   | –   | 26  | 24  | –   | –  | 22  | 23 | 11  | 26  | 19  | 20 | 27  |
| Manuel Fettner | 5   | 1  | 5  | –   | –   | –   | –   | –   | –  | –   | –  | –   | –   | –   | –   | –   | –   | 9   | 6  | 5   | 12 | 6   | –   | –   | –  | –   |
| Simon Greiderer | –   | –  | –  | –   | –   | 7   | 29  | –   | –  | –   | –  | –   | –   | –   | –   | –   | –   | 17  | 16 | 41  | 32 | 12  | 21  | 27  | 10 | 40  |
| Daniel Huber | 35  | 18 | 24 | 24  | 26  | –   | –   | 33  | 32 | 15  | 38 | 50  | –   | –   | 24  | 41  | 31  | –   | –  | –   | –  | –   | –   | –   | –  | –   |
| Stefan Huber | –   | –  | –  | –   | –   | 12  | dns | –   | –  | –   | 14 | 20  | 19  | 31  | 44  | 38  | 15  | –   | –  | –   | –  | –   | 11  | 31  | 23 | 5   |
| Andreas Kofler | –   | –  | –  | –   | –   | –   | –   | –   | –  | –   | –  | –   | –   | –   | –   | –   | –   | –   | –  | –   | –  | –   | 17  | 5   | –  | –   |
| Thomas Lackner | –   | –  | –  | –   | –   | –   | –   | –   | –  | –   | –  | –   | –   | –   | –   | –   | –   | –   | –  | –   | –  | –   | 51  | 46  | –  | –   |
| Lukas Müller | –   | –  | –  | –   | –   | –   | –   | –   | –  | –   | –  | –   | –   | –   | –   | –   | –   | –   | –  | –   | –  | –   | 29  | 34  | –  | –   |
| Manuel Poppinger | 6   | 3  | 6  | –   | –   | –   | –   | 22  | 5  | 1   | –  | –   | –   | –   | –   | –   | –   | –   | –  | –   | –  | –   | –   | –   | –  | –   |
| Janni Reisenauer | –   | –  | –  | –   | –   | dsq | 34  | –   | –  | –   | –  | –   | –   | –   | –   | –   | –   | –   | –  | –   | –  | –   | –   | –   | –  | –   |
| Markus Rupitsch | –   | –  | –  | –   | –   | –   | –   | –   | –  | –   | –  | –   | –   | –   | –   | –   | –   | –   | –  | –   | –  | –   | 31  | 30  | –  | –   |
| Markus Schiffner | 25  | 20 | 20 | 30  | 31  | –   | –   | 14  | 27 | 9   | 24 | 11  | 6   | 15  | 6   | –   | –   | 22  | 12 | 37  | 26 | 10  | 34  | 35  | 34 | 32  |
| Patrick Streitler | –   | –  | –  | –   | –   | 22  | dsq | –   | –  | –   | –  | –   | –   | –   | –   | 23  | 19  | –   | –  | –   | –  | –   | 25  | 26  | –  | –   |
| Elias Tollinger | 11  | 28 | 19 | 8   | 28  | 8   | 57  | –   | –  | –   | –  | –   | –   | –   | –   | 13  | 23  | –   | –  | 15  | 22 | 26  | 16  | 14  | 11 | 31  |
| Ulrich Wohlgenannt | –   | –  | –  | 11  | 27  | –   | –   | 6   | 14 | 16  | –  | –   | 3   | 2   | 15  | –   | –   | 3   | 7  | 8   | 4  | 7   | –   | –   | –  | –   |
| David Zauner | –   | –  | –  | –   | –   | –   | –   | –   | –  | –   | 58 | 60  | 23  | 20  | –   | 33  | 29  | –   | –  | –   | –  | –   | –   | –   | –  | –   |
| Bułgaria |     |    |    |     |     |     |     |     |    |     |    |     |     |     |     |     |     |     |    |     |    |     |     |     |    |     |
| Ewelin Mitew | –   | –  | –  | –   | –   | –   | –   | –   | –  | –   | –  | –   | –   | –   | –   | –   | –   | –   | –  | –   | –  | –   | dns | –   | –  | –   |
| Krasimir Simitczijski | –   | –  | –  | –   | –   | –   | –   | –   | –  | –   | –  | –   | –   | –   | –   | –   | –   | –   | –  | –   | –  | –   | 54  | 51  | –  | –   |
| Danieł Simow | –   | –  | –  | –   | –   | –   | –   | –   | –  | –   | 62 | dsq | 48  | 47  | –   | –   | –   | –   | –  | –   | –  | –   | –   | –   | –  | –   |
| Władimir Zografski | 31  | 14 | 26 | –   | –   | –   | –   | –   | –  | –   | –  | –   | –   | –   | –   | –   | –   | –   | –  | –   | –  | –   | –   | –   | –  | –   |
| Czechy |     |    |    |     |     |     |     |     |    |     |    |     |     |     |     |     |     |     |    |     |    |     |     |     |    |     |
| Martin Cikl | 20  | 35 | 30 | 32  | 40  | 43  | 32  | –   | –  | –   | –  | –   | –   | –   | –   | –   | –   | –   | –  | –   | –  | –   | –   | –   | –  | –   |
| Antonín Hájek | –   | –  | –  | –   | –   | –   | –   | –   | –  | –   | 41 | 58  | 37  | 25  | 38  | –   | –   | –   | –  | 13  | 13 | dsq | –   | –   | –  | –   |
| Lukáš Hlava | –   | –  | –  | 19  | 18  | 57  | 5   | –   | –  | –   | 18 | 11  | –   | –   | –   | –   | –   | –   | –  | –   | –  | –   | 30  | 19  | 35 | 10  |
| František Holík | –   | –  | –  | –   | –   | –   | –   | 46  | 9  | 12  | –  | –   | –   | –   | –   | –   | –   | 35  | 43 | –   | –  | –   | –   | –   | 33 | 37  |
| Jakub Janda | –   | –  | –  | –   | –   | 27  | 39  | –   | –  | –   | 7  | 7   | –   | –   | –   | –   | –   | –   | –  | –   | –  | –   | –   | –   | –  | –   |
| Miloš Kadlec | –   | –  | –  | –   | –   | –   | –   | –   | –  | –   | –  | –   | –   | 28  | 37  | –   | –   | –   | –  | dsq | 52 | 34  | –   | –   | –  | –   |
| Čestmír Kožíšek | 19  | 8  | 11 | 36  | 35  | –   | –   | –   | –  | –   | –  | –   | 26  | 23  | 26  | –   | –   | –   | –  | –   | –  | –   | 40  | 43  | –  | –   |
| Jan Michálek | –   | –  | –  | –   | –   | –   | –   | –   | –  | –   | –  | –   | –   | –   | –   | –   | –   | 50  | 46 | –   | –  | –   | –   | –   | –  | –   |
| Viktor Polášek | –   | –  | –  | –   | –   | –   | –   | 30  | 13 | dns | –  | –   | –   | –   | –   | –   | –   | –   | –  | –   | –  | –   | 33  | 29  | 16 | 19  |
| Filip Sakala | –   | –  | –  | –   | –   | –   | –   | –   | –  | –   | –  | –   | 36  | –   | –   | –   | –   | –   | –  | –   | –  | –   | –   | –   | –  | –   |
| Vojtěch Štursa | 43  | 44 | 29 | –   | –   | –   | –   | 40  | 19 | 36  | –  | –   | –   | –   | –   | –   | –   | 29  | 37 | 51  | 46 | 40  | –   | –   | –  | –   |
| Estonia |     |    |    |     |     |     |     |     |    |     |    |     |     |     |     |     |     |     |    |     |    |     |     |     |    |     |
| Artti Aigro | –   | –  | –  | –   | –   | –   | –   | –   | –  | –   | –  | –   | –   | –   | –   | 45  | 50  | –   | –  | –   | –  | –   | –   | –   | –  | –   |
| Martti Nõmme | –   | –  | –  | –   | –   | –   | –   | –   | –  | –   | –  | –   | –   | –   | –   | 19  | 16  | –   | –  | –   | –  | –   | –   | –   | –  | –   |
| Finlandia |     |    |    |     |     |     |     |     |    |     |    |     |     |     |     |     |     |     |    |     |    |     |     |     |    |     |
| Antti Aalto | 48  | 31 | 27 | –   | –   | –   | –   | –   | –  | –   | –  | –   | –   | –   | –   | 30  | 28  | –   | –  | –   | –  | –   | –   | –   | –  | –   |
| Janne Ahonen | –   | –  | –  | –   | –   | –   | –   | –   | –  | –   | –  | –   | –   | –   | –   | 3   | –   | –   | –  | –   | –  | –   | –   | –   | –  | –   |
| Andreas Alamommo | 45  | 37 | 28 | –   | –   | 51  | 36  | –   | –  | –   | –  | –   | –   | –   | –   | 32  | 42  | –   | –  | –   | –  | –   | –   | –   | –  | –   |
| Sebastian Klinga | –   | –  | –  | 21  | 8   | –   | –   | 42  | 50 | 26  | –  | –   | –   | –   | –   | –   | –   | –   | –  | –   | –  | –   | –   | –   | –  | –   |
| Janne Korhonen | –   | –  | –  | –   | –   | –   | –   | –   | –  | –   | –  | –   | –   | –   | –   | 36  | 33  | –   | –  | –   | –  | –   | –   | –   | –  | –   |
| Niko Kytösaho | 34  | 22 | 16 | 41  | 15  | 34  | 28  | –   | –  | –   | –  | –   | –   | –   | 28  | 27  | 21  | –   | –  | –   | –  | –   | –   | –   | –  | –   |
| Ville Larinto | –   | –  | –  | –   | –   | –   | –   | 19  | 7  | 41  | –  | –   | –   | –   | –   | –   | –   | –   | –  | –   | –  | –   | –   | –   | –  | –   |
| Aapo Lehtinen | –   | –  | –  | –   | –   | –   | –   | –   | –  | –   | –  | –   | –   | –   | –   | 46  | –   | –   | –  | –   | –  | –   | –   | –   | –  | –   |
| Eetu Meriläinen | –   | –  | –  | –   | –   | –   | –   | –   | –  | –   | –  | –   | –   | –   | –   | –   | –   | 41  | 36 | –   | –  | –   | –   | –   | –  | –   |
| Lasse Moilanen | –   | –  | –  | –   | –   | –   | –   | –   | –  | –   | –  | –   | –   | –   | –   | –   | –   | 37  | 45 | –   | –  | –   | –   | –   | –  | –   |
| Olli Muotka | –   | –  | –  | –   | –   | –   | –   | –   | –  | –   | –  | –   | –   | –   | –   | 17  | 22  | –   | –  | –   | –  | –   | –   | –   | –  | –   |
| Sami Niemi | –   | –  | –  | –   | –   | –   | –   | 9   | 24 | 30  | –  | –   | –   | –   | –   | –   | –   | –   | –  | –   | –  | –   | –   | –   | –  | –   |
| Juho Ojala | –   | –  | –  | 27  | 31  | 39  | 35  | –   | –  | –   | –  | –   | –   | –   | –   | 28  | 40  | –   | –  | –   | –  | –   | –   | –   | –  | –   |
| Frans Tähkävuori | –   | –  | –  | –   | –   | –   | –   | –   | –  | –   | –  | –   | –   | –   | –   | –   | 35  | –   | –  | –   | –  | –   | –   | –   | –  | –   |
| Ossi-Pekka Valta | –   | –  | –  | –   | –   | –   | –   | –   | –  | –   | –  | –   | –   | –   | 42  | 20  | 18  | –   | –  | –   | –  | –   | –   | –   | –  | –   |
| Elias Vänskä | –   | –  | –  | –   | –   | –   | –   | –   | –  | –   | –  | –   | –   | –   | –   | –   | –   | 38  | 33 | –   | –  | –   | –   | –   | –  | –   |
| Santeri Ylitapio | –   | –  | –  | –   | –   | –   | –   | –   | –  | –   | –  | –   | –   | –   | –   | –   | 43  | –   | –  | –   | –  | –   | –   | –   | –  | –   |
| Francja |     |    |    |     |     |     |     |     |    |     |    |     |     |     |     |     |     |     |    |     |    |     |     |     |    |     |
| Paul Brasme | 54  | 53 | 48 | 63  | 43  | –   | –   | –   | –  | –   | –  | –   | –   | –   | –   | –   | –   | –   | –  | 35  | 35 | 28  | –   | –   | –  | –   |
| Nicolas Mayer | 27  | 13 | 23 | 29  | 25  | 25  | 45  | –   | –  | –   | 36 | 36  | 22  | 22  | 23  | –   | –   | 19  | 18 | 30  | 47 | 45  | –   | –   | –  | –   |
| Noelic Revilliod Blanchard | –   | –  | –  | –   | –   | –   | –   | –   | –  | –   | –  | –   | –   | –   | –   | –   | –   | –   | –  | dsq | 56 | 47  | –   | –   | –  | –   |
| Grecja |     |    |    |     |     |     |     |     |    |     |    |     |     |     |     |     |     |     |    |     |    |     |     |     |    |     |
| Nikos Polichronidis | –   | –  | –  | –   | –   | –   | –   | 43  | 29 | 34  | –  | –   | –   | –   | –   | –   | –   | –   | –  | –   | –  | –   | 48  | 47  | –  | –   |
| Holandia |     |    |    |     |     |     |     |     |    |     |    |     |     |     |     |     |     |     |    |     |    |     |     |     |    |     |
| Lars Antonissen | 46  | 58 | 42 | 48  | 53  | –   | –   | 29  | 25 | 21  | –  | –   | –   | –   | –   | 34  | 45  | –   | –  | 36  | 48 | 31  | –   | –   | –  | –   |
| Ruben de Wit | –   | 64 | 58 | 44  | 55  | –   | –   | –   | –  | –   | –  | –   | –   | –   | –   | –   | –   | –   | –  | –   | –  | –   | –   | –   | –  | –   |
| Oldrik van der Aalst | 55  | 66 | 60 | 58  | 51  | –   | –   | –   | –  | –   | 51 | 53  | 32  | 33  | 47  | 43  | 48  | 40  | 41 | 49  | 49 | 42  | 49  | 38  | –  | –   |
| Japonia |     |    |    |     |     |     |     |     |    |     |    |     |     |     |     |     |     |     |    |     |    |     |     |     |    |     |
| Yūmu Harada | –   | –  | –  | –   | –   | –   | –   | 23  | 28 | 45  | –  | –   | –   | –   | –   | –   | –   | –   | –  | –   | –  | –   | –   | –   | –  | –   |
| Shōtarō Hosoda | –   | –  | –  | –   | –   | –   | –   | 28  | 31 | –   | –  | –   | –   | –   | –   | –   | –   | –   | –  | –   | –  | –   | –   | –   | –  | –   |
| Masamitsu Itō | –   | –  | –  | –   | –   | –   | –   | 7   | 43 | –   | 37 | 9   | 18  | dns | –   | –   | –   | –   | –  | –   | –  | –   | –   | –   | –  | –   |
| Yūken Iwasa | –   | –  | –  | –   | –   | –   | –   | 25  | 41 | –   | –  | –   | –   | –   | –   | –   | –   | –   | –  | –   | –  | –   | –   | –   | –  | –   |
| Ryōyū Kobayashi | –   | –  | –  | –   | –   | –   | –   | 26  | 22 | –   | 34 | 39  | –   | –   | –   | –   | –   | –   | –  | –   | –  | –   | –   | –   | –  | –   |
| Minato Mabuchi | –   | –  | –  | –   | –   | –   | –   | 17  | 17 | –   | –  | –   | –   | –   | –   | –   | –   | –   | –  | –   | –  | –   | –   | –   | –  | –   |
| Naoki Nakamura | –   | –  | –  | –   | –   | –   | –   | 24  | 53 | –   | 40 | –   | 31  | dns | –   | –   | –   | –   | –  | –   | –  | –   | –   | –   | –  | –   |
| Yukiya Satō | –   | –  | –  | –   | –   | –   | –   | 41  | 8  | 8   | –  | –   | 13  | dns | –   | –   | –   | –   | –  | –   | –  | –   | –   | –   | –  | –   |
| Rikuta Watanabe | –   | –  | –  | –   | –   | –   | –   | 33  | 35 | 31  | –  | 34  | –   | –   | –   | –   | –   | –   | –  | –   | –  | –   | –   | –   | –  | –   |
| Kanada |     |    |    |     |     |     |     |     |    |     |    |     |     |     |     |     |     |     |    |     |    |     |     |     |    |     |
| Dusty Korek | –   | –  | –  | –   | –   | –   | –   | –   | –  | –   | –  | –   | –   | –   | –   | –   | –   | 24  | 19 | –   | –  | –   | –   | –   | –  | –   |
| Nigel Lauchlan | –   | –  | –  | –   | –   | –   | –   | –   | –  | –   | 61 | 59  | 47  | 45  | –   | –   | –   | –   | –  | –   | –  | –   | –   | –   | –  | –   |
| Joshua Maurer | –   | –  | –  | –   | –   | –   | –   | –   | –  | –   | 60 | 56  | 46  | 44  | –   | –   | –   | 47  | 47 | –   | –  | –   | –   | –   | –  | –   |
| Trevor Morrice | –   | –  | –  | –   | –   | –   | –   | 50  | 52 | 19  | –  | –   | –   | –   | –   | –   | –   | –   | –  | –   | –  | –   | –   | –   | –  | –   |
| Matthew Rowley | –   | –  | –  | –   | –   | 52  | 51  | –   | –  | –   | –  | –   | –   | –   | –   | –   | –   | –   | –  | –   | –  | –   | –   | –   | –  | –   |
| Matthew Soukup | –   | –  | –  | –   | –   | –   | –   | –   | –  | –   | –  | –   | –   | –   | –   | –   | –   | 44  | 48 | –   | –  | –   | –   | –   | –  | –   |
| Kazachstan |     |    |    |     |     |     |     |     |    |     |    |     |     |     |     |     |     |     |    |     |    |     |     |     |    |     |
| Czingiz Kałykow | –   | –  | –  | 65  | 67  | 54  | 50  | –   | –  | –   | –  | –   | –   | –   | –   | –   | –   | –   | –  | –   | –  | –   | –   | –   | –  | –   |
| Aleksiej Korolow | –   | –  | –  | –   | –   | –   | –   | –   | –  | –   | 56 | 54  | –   | –   | –   | –   | –   | –   | –  | –   | –  | –   | –   | –   | –  | –   |
| Sabirżan Muminow | –   | –  | –  | dns | dns | –   | –   | –   | –  | –   | –  | –   | –   | –   | –   | –   | –   | –   | –  | –   | –  | –   | –   | –   | 25 | 41  |
| Konstantin Sokolenko | –   | –  | –  | –   | –   | dsq | 38  | –   | –  | –   | –  | –   | –   | –   | –   | –   | –   | –   | –  | –   | –  | –   | –   | –   | –  | –   |
| Marat Żaparow | –   | –  | –  | –   | –   | 50  | 48  | –   | –  | –   | –  | –   | –   | –   | –   | –   | –   | –   | –  | –   | –  | –   | –   | –   | 36 | 30  |
| Radik Żaparow | –   | –  | –  | –   | –   | –   | –   | –   | –  | –   | –  | –   | –   | –   | –   | –   | –   | –   | –  | –   | –  | –   | –   | –   | 42 | dns |
| Korea Południowa |     |    |    |     |     |     |     |     |    |     |    |     |     |     |     |     |     |     |    |     |    |     |     |     |    |     |
| Choi Seou | –   | –  | –  | –   | –   | –   | –   | –   | –  | –   | –  | –   | –   | –   | dns | –   | –   | –   | –  | –   | –  | –   | –   | –   | –  | –   |
| Kang Chil-ku | 59  | 59 | 57 | 64  | 48  | –   | –   | –   | –  | –   | –  | –   | –   | –   | 48  | –   | –   | –   | –  | –   | –  | –   | –   | –   | –  | –   |
| Kim Hyun-ki | 63  | 54 | 53 | 42  | 54  | –   | –   | 45  | 35 | 32  | –  | –   | –   | –   | –   | –   | –   | –   | –  | –   | –  | –   | –   | –   | –  | –   |
| Niemcy |     |    |    |     |     |     |     |     |    |     |    |     |     |     |     |     |     |     |    |     |    |     |     |     |    |     |
| Pascal Bodmer | –   | –  | –  | 28  | 41  | 53  | 49  | –   | –  | –   | –  | –   | –   | –   | –   | –   | –   | –   | –  | –   | –  | –   | –   | –   | –  | –   |
| Sebastian Bradatsch | –   | –  | –  | –   | –   | –   | –   | –   | –  | –   | –  | –   | –   | –   | –   | 16  | 26  | –   | –  | 33  | 13 | 18  | 20  | 13  | –  | –   |
| Michael Dreher | –   | –  | –  | –   | –   | –   | –   | –   | –  | –   | 45 | 44  | 42  | 41  | –   | –   | –   | –   | –  | –   | –  | –   | –   | –   | –  | –   |
| Tim Fuchs | –   | –  | –  | –   | –   | –   | –   | –   | –  | –   | –  | –   | –   | –   | –   | 24  | 30  | –   | –  | 44  | 42 | –   | –   | –   | –  | –   |
| Karl Geiger | –   | –  | –  | –   | –   | 4   | 10  | 18  | 39 | 14  | –  | –   | 4   | 26  | 14  | 6   | 3   | 16  | 15 | 23  | 9  | 43  | 39  | 22  | 9  | 17  |
| Martin Hamann | –   | –  | –  | –   | –   | –   | –   | –   | –  | –   | –  | –   | –   | –   | –   | 31  | 27  | –   | –  | 40  | 41 | –   | –   | –   | –  | –   |
| Felix Hoffmann | –   | –  | –  | –   | –   | –   | –   | –   | –  | –   | –  | –   | –   | –   | –   | –   | –   | –   | –  | dsq | 54 | –   | –   | –   | –  | –   |
| Tim Heinrich | –   | –  | –  | –   | –   | –   | –   | –   | –  | –   | –  | –   | 25  | 24  | 46  | –   | –   | –   | –  | –   | –  | –   | –   | –   | –  | –   |
| Stephan Leyhe | 1   | 4  | 3  | –   | –   | –   | –   | –   | –  | –   | –  | –   | –   | –   | –   | –   | –   | –   | –  | 14  | 5  | 2   | 12  | 24  | 6  | 2   |
| Dominik Mayländer | 56  | 56 | 55 | 40  | 45  | –   | –   | –   | –  | –   | –  | –   | –   | –   | –   | –   | –   | –   | –  | 42  | 39 | –   | –   | –   | –  | –   |
| Jan Mayländer | –   | –  | –  | 33  | 50  | –   | –   | –   | –  | –   | 53 | 49  | –   | –   | –   | –   | –   | –   | –  | –   | –  | –   | –   | –   | –  | –   |
| Pius Paschke | 36  | 49 | 22 | 22  | 12  | 31  | 24  | 12  | 38 | 40  | 33 | 37  | –   | –   | –   | –   | –   | 18  | 34 | 16  | 3  | 24  | 6   | 7   | 18 | 7   |
| Danny Queck | 16  | 24 | 37 | 18  | 11  | 16  | 21  | 11  | 40 | 32  | 22 | 25  | 11  | 19  | 7   | 14  | 14  | 49  | 26 | 28  | 24 | –   | 14  | 12  | 31 | 21  |
| David Siegel | –   | –  | –  | –   | –   | –   | –   | –   | –  | –   | 17 | 33  | 33  | 30  | 31  | –   | –   | 21  | 29 | 21  | 29 | –   | –   | –   | –  | –   |
| Andreas Wank | –   | –  | –  | –   | –   | 3   | 4   | 4   | 23 | 18  | 15 | 17  | –   | –   | 13  | dsq | 7   | 5   | 1  | 4   | 2  | 3   | –   | –   | –  | –   |
| Daniel Wenig | 4   | 17 | 36 | –   | –   | –   | –   | 8   | 16 | 6   | –  | –   | 2   | 5   | 5   | –   | –   | –   | –  | –   | –  | –   | –   | –   | –  | –   |
| Niclas Wangler | –   | –  | –  | 38  | 39  | 35  | 55  | –   | –  | –   | –  | –   | –   | –   | –   | –   | –   | –   | –  | –   | –  | –   | –   | –   | –  | –   |
| Paul Winter | 49  | 62 | 41 | –   | –   | –   | –   | –   | –  | –   | –  | –   | –   | –   | –   | –   | –   | –   | –  | 17  | 11 | 17  | 9   | 8   | –  | –   |
| Norwegia |     |    |    |     |     |     |     |     |    |     |    |     |     |     |     |     |     |     |    |     |    |     |     |     |    |     |
| Hans Petter Bergquist | 44  | 47 | –  | –   | –   | –   | –   | –   | –  | –   | –  | –   | –   | –   | –   | –   | –   | –   | –  | –   | –  | –   | –   | –   | –  | –   |
| Fredrik Bjerkeengen | –   | 27 | –  | –   | –   | –   | –   | –   | –  | –   | 26 | 15  | 17  | 17  | 32  | –   | –   | –   | –  | –   | –  | –   | –   | –   | –  | –   |
| Joacim Ødegård Bjøreng | –   | –  | –  | 6   | 7   | 46  | 37  | –   | –  | –   | 3  | 13  | –   | –   | –   | –   | –   | –   | –  | –   | –  | –   | –   | –   | –  | –   |
| Johan Martin Brandt | –   | –  | –  | –   | –   | –   | –   | –   | –  | –   | –  | –   | 30  | 36  | –   | –   | –   | –   | –  | –   | –  | –   | –   | –   | –  | –   |
| Andreas Granerud Buskum | –   | –  | –  | –   | –   | –   | –   | –   | –  | –   | 58 | 47  | –   | –   | –   | dsq | 46  | –   | –  | –   | –  | –   | –   | –   | –  | –   |
| Kim René Elverum Sorsell | 26  | 34 | –  | 14  | 22  | 29  | 18  | –   | –  | –   | –  | –   | –   | –   | 10  | 12  | 9   | –   | –  | –   | –  | –   | –   | –   | –  | –   |
| Johann André Forfang | 2   | 2  | 1  | –   | –   | –   | –   | –   | –  | –   | –  | –   | –   | –   | –   | –   | –   | –   | –  | –   | –  | –   | –   | –   | –  | –   |
| Kenneth Gangnes | 8   | 11 | 9  | 13  | 10  | 22  | 8   | 2   | 3  | 7   | –  | –   | –   | –   | –   | –   | –   | –   | –  | 1   | 7  | 8   | 5   | 2   | –  | –   |
| Halvor Egner Granerud | 13  | 23 | 17 | –   | –   | 13  | 15  | –   | –  | –   | 27 | 24  | –   | –   | –   | 1   | 4   | 23  | 8  | 12  | 31 | 1   | –   | –   | –  | –   |
| Espen Enger Halvorsen | 23  | 45 | –  | –   | –   | –   | –   | –   | –  | –   | –  | –   | –   | –   | –   | –   | –   | –   | –  | –   | –  | –   | –   | –   | –  | –   |
| Tord-Markusen Hammer | –   | –  | –  | –   | –   | –   | –   | –   | –  | –   | 46 | 30  | 39  | 35  | –   | –   | –   | –   | –  | –   | –  | –   | –   | –   | –  | –   |
| Joachim Hauer | –   | –  | –  | –   | –   | –   | –   | 21  | 33 | 38  | –  | –   | –   | –   | 3   | –   | –   | 15  | 3  | 19  | 27 | 16  | 28  | 23  | –  | –   |
| Tom Hilde | 9   | 35 | –  | 3   | 1   | 9   | 20  | –   | –  | –   | –  | –   | –   | –   | –   | –   | –   | 10  | 23 | 10  | 20 | 25  | 13  | 16  | 8  | 3   |
| Ole Marius Ingvaldsen | 24  | 32 | –  | –   | –   | –   | –   | –   | –  | –   | –  | –   | –   | –   | –   | –   | –   | –   | –  | –   | –  | –   | –   | –   | –  | –   |
| Anders Jacobsen | 28  | 12 | 6  | –   | –   | –   | –   | –   | –  | –   | –  | –   | –   | –   | –   | –   | –   | –   | –  | –   | –  | –   | –   | –   | –  | –   |
| Robert Johansson | 32  | 16 | 25 | –   | –   | 20  | 6   | 20  | 15 | 5   | –  | –   | 10  | 10  | 2   | –   | –   | 7   | 4  | 18  | 8  | 19  | 36  | dsq | 29 | 29  |
| Atle Pedersen Rønsen | –   | –  | –  | 31  | 24  | –   | –   | –   | –  | –   | 32 | 38  | 27  | 1   | 20  | dsq | 49  | –   | –  | –   | –  | –   | –   | –   | –  | –   |
| Phillip Sjøen | 10  | 6  | 3  | –   | –   | –   | –   | 14  | 1  | 13  | –  | –   | –   | –   | –   | –   | –   | –   | –  | –   | –  | –   | –   | –   | –  | –   |
| Andreas Stjernen | –   | –  | –  | 5   | 4   | –   | –   | 32  | 37 | 21  | –  | –   | –   | –   | –   | –   | –   | –   | –  | –   | –  | –   | –   | –   | –  | –   |
| Are Sumstad | –   | –  | –  | –   | –   | –   | –   | –   | –  | –   | –  | –   | –   | –   | –   | dsq | 37  | –   | –  | –   | –  | –   | –   | –   | –  | –   |
| Vegard Swensen | –   | –  | –  | –   | –   | –   | –   | –   | –  | –   | –  | –   | –   | –   | 19  | –   | –   | –   | –  | –   | –  | –   | 4   | 6   | –  | –   |
| Sigurd Nymoen Søberg | 51  | –  | –  | –   | –   | –   | –   | –   | –  | –   | –  | –   | –   | –   | –   | –   | –   | –   | –  | –   | –  | –   | –   | –   | –  | –   |
| Daniel-André Tande | –   | –  | –  | –   | –   | –   | –   | –   | –  | –   | –  | –   | –   | –   | –   | –   | –   | –   | –  | 3   | 1  | 9   | 3   | 1   | 3  | 34  |
| Polska |     |    |    |     |     |     |     |     |    |     |    |     |     |     |     |     |     |     |    |     |    |     |     |     |    |     |
| Krzysztof Biegun | 37  | 50 | 39 | 23  | 19  | 56  | 25  | –   | –  | –   | –  | –   | 15  | 16  | 1   | –   | –   | 30  | 35 | 11  | 6  | 3   | 27  | 25  | 12 | 8   |
| Stanisław Biela | –   | –  | –  | –   | –   | 15  | dsq | –   | –  | –   | 31 | 4   | –   | –   | 4   | 22  | 12  | –   | –  | 20  | 40 | 23  | –   | –   | –  | –   |
| Tomasz Byrt | –   | –  | –  | –   | –   | –   | –   | –   | –  | –   | –  | –   | 24  | 13  | 29  | –   | –   | –   | –  | –   | –  | –   | –   | –   | –  | –   |
| Stefan Hula | 7   | 30 | 14 | 9   | 38  | 27  | 14  | –   | –  | –   | 6  | 10  | 16  | 7   | 16  | –   | –   | 14  | 17 | 24  | 21 | 15  | 10  | 15  | 15 | 20  |
| Przemysław Kantyka | –   | –  | –  | –   | –   | –   | –   | –   | –  | –   | –  | –   | –   | –   | –   | dsq | 25  | –   | –  | –   | –  | –   | –   | –   | –  | –   |
| Bartłomiej Kłusek | 39  | 26 | 33 | 2   | 5   | 37  | 15  | –   | –  | –   | 12 | 6   | 9   | 9   | 8   | –   | –   | 20  | 24 | 27  | 25 | 29  | 40  | dsq | 17 | 39  |
| Maciej Kot | –   | –  | –  | 25  | 37  | 49  | 1   | –   | –  | –   | –  | –   | –   | –   | –   | 4   | 2   | 2   | 13 | 6   | 16 | 35  | 19  | 33  | –  | –   |
| Dawid Kubacki | –   | –  | –  | –   | –   | 10  | 3   | –   | –  | –   | –  | –   | 1   | 3   | –   | –   | –   | –   | –  | –   | –  | –   | 1   | 3   | 5  | 16  |
| Krzysztof Leja | –   | –  | –  | –   | –   | 6   | 31  | –   | –  | –   | –  | –   | –   | –   | –   | 35  | 32  | –   | –  | –   | –  | –   | –   | –   | –  | –   |
| Krzysztof Miętus | 30  | 42 | 43 | 47  | 64  | 36  | 27  | –   | –  | –   | 23 | 29  | 29  | 18  | 18  | 37  | 44  | 28  | 22 | –   | –  | –   | –   | –   | –  | –   |
| Klemens Murańka | –   | –  | –  | –   | –   | 2   | 2   | –   | –  | –   | 4  | 1   | –   | –   | –   | –   | –   | –   | –  | –   | –  | –   | –   | –   | –  | –   |
| Adam Ruda | 40  | 40 | 31 | 49  | 17  | dsq | 23  | –   | –  | –   | –  | –   | –   | –   | –   | –   | –   | –   | –  | –   | –  | –   | –   | –   | –  | –   |
| Andrzej Stękała | –   | –  | –  | –   | –   | –   | –   | –   | –  | –   | 19 | dsq | –   | –   | –   | 7   | dsq | –   | –  | 53  | 15 | 39  | –   | –   | 2  | 18  |
| Andrzej Zapotoczny | –   | –  | –  | –   | –   | 30  | 54  | –   | –  | –   | –  | –   | –   | –   | –   | –   | –   | 34  | 20 | –   | –  | –   | –   | –   | –  | –   |
| Jan Ziobro | –   | –  | –  | –   | –   | 1   | 7   | –   | –  | –   | –  | –   | –   | –   | –   | –   | –   | –   | –  | –   | –  | –   | –   | –   | –  | –   |
| Aleksander Zniszczoł | 15  | 9  | 15 | –   | –   | –   | –   | –   | –  | –   | –  | –   | –   | –   | –   | –   | –   | –   | –  | –   | –  | –   | 2   | 4   | 7  | 4   |
| Rosja |     |    |    |     |     |     |     |     |    |     |    |     |     |     |     |     |     |     |    |     |    |     |     |     |    |     |
| Aleksandr Bażenow | –   | –  | –  | –   | –   | –   | –   | 27  | 34 | 41  | –  | –   | –   | –   | –   | –   | –   | –   | –  | –   | –  | –   | –   | –   | 21 | 21  |
| Władisław Bojarincew | –   | –  | –  | –   | –   | –   | –   | –   | –  | –   | –  | –   | –   | –   | –   | –   | –   | –   | –  | –   | –  | –   | –   | –   | 39 | 38  |
| Ilmir Chazietdinow | –   | –  | –  | –   | –   | 5   | 43  | –   | –  | –   | –  | –   | –   | –   | –   | –   | –   | –   | –  | –   | –  | –   | –   | –   | –  | –   |
| Gieorgij Czerwiakow | –   | 65 | –  | –   | –   | –   | –   | –   | –  | –   | –  | –   | –   | –   | –   | –   | –   | –   | –  | –   | –  | –   | –   | –   | –  | –   |
| Anton Kaliniczenko | –   | –  | –  | 17  | dsq | 18  | 19  | –   | –  | –   | 29 | 22  | –   | –   | 41  | 29  | 34  | –   | –  | –   | –  | –   | –   | –   | –  | –   |
| Aleksiej Kamynin | dsq | –  | 54 | –   | –   | –   | –   | –   | –  | –   | –  | –   | –   | –   | –   | –   | –   | –   | –  | –   | –  | –   | –   | –   | –  | –   |
| Jewgienij Klimow | –   | –  | –  | –   | –   | –   | –   | –   | –  | –   | –  | –   | –   | –   | –   | –   | –   | –   | –  | –   | –  | –   | –   | –   | 4  | dsq |
| Dienis Korniłow | –   | –  | –  | 50  | 13  | –   | –   | –   | –  | –   | –  | –   | –   | –   | –   | –   | –   | –   | –  | –   | –  | –   | –   | –   | –  | –   |
| Iwan Łanin | 53  | 55 | 46 | –   | –   | –   | –   | –   | –  | –   | –  | –   | –   | –   | –   | –   | –   | –   | –  | –   | –  | –   | –   | –   | –  | –   |
| Michaił Maksimoczkin | –   | –  | –  | –   | –   | 26  | 13  | –   | –  | –   | –  | –   | –   | –   | –   | –   | –   | –   | –  | –   | –  | –   | –   | –   | –  | –   |
| Aleksiej Romaszow | –   | –  | –  | 34  | 33  | –   | –   | –   | –  | –   | 34 | 51  | 34  | 27  | 30  | 25  | 11  | –   | –  | 25  | 19 | 20  | 35  | 28  | 22 | 24  |
| Aleksandr Sardyko | –   | –  | –  | –   | –   | –   | –   | –   | –  | –   | –  | –   | –   | –   | –   | –   | –   | –   | –  | –   | –  | –   | –   | –   | 32 | 26  |
| Artur Sułtangułow | –   | –  | –  | –   | –   | –   | –   | –   | –  | –   | –  | –   | –   | –   | –   | –   | –   | –   | –  | –   | –  | –   | –   | –   | 41 | –   |
| Siergiej Szułajew | –   | –  | –  | –   | –   | –   | –   | –   | –  | –   | –  | –   | –   | –   | –   | –   | –   | –   | –  | –   | –  | –   | –   | –   | 39 | –   |
| Aleksandr Szuwałow | –   | –  | –  | –   | –   | –   | –   | –   | –  | –   | 39 | 52  | 34  | 21  | 43  | 42  | 36  | –   | –  | 47  | 55 | 48  | 42  | 45  | –  | 35  |
| Wadim Szyszkin | –   | –  | –  | –   | –   | –   | –   | 53  | 49 | 43  | –  | –   | –   | –   | –   | –   | –   | –   | –  | 50  | 53 | 46  | 50  | 48  | 30 | 28  |
| Roman Trofimow | –   | –  | –  | –   | –   | –   | –   | –   | –  | –   | –  | –   | –   | –   | –   | –   | –   | –   | –  | –   | –  | –   | –   | –   | –  | 25  |
| Artiom Utiew | –   | –  | –  | –   | –   | –   | –   | –   | –  | –   | –  | –   | –   | –   | –   | –   | –   | –   | –  | –   | –  | –   | –   | –   | –  | 36  |
| Dienis Wiesiełow | 52  | 41 | 52 | –   | –   | –   | –   | 38  | 42 | 44  | –  | –   | 43  | 42  | –   | –   | –   | –   | –  | –   | –  | –   | –   | –   | 38 | –   |
| Rumunia |     |    |    |     |     |     |     |     |    |     |    |     |     |     |     |     |     |     |    |     |    |     |     |     |    |     |
| Robert Buzescu | 62  | 60 | 59 | 59  | 66  | –   | –   | –   | –  | –   | –  | –   | –   | –   | –   | –   | –   | –   | –  | –   | –  | –   | –   | –   | –  | –   |
| Iulian Pîtea | 42  | 48 | 44 | 53  | 59  | 41  | 41  | –   | –  | –   | –  | –   | –   | –   | –   | –   | –   | –   | –  | –   | –  | –   | 52  | 44  | –  | –   |
| Eduard Torok | 50  | 38 | 47 | 46  | 56  | 44  | 40  | –   | –  | –   | –  | –   | –   | –   | –   | –   | –   | –   | –  | –   | –  | –   | 44  | 39  | –  | –   |
| Słowenia |     |    |    |     |     |     |     |     |    |     |    |     |     |     |     |     |     |     |    |     |    |     |     |     |    |     |
| Gašper Bartol | –   | –  | –  | –   | –   | –   | –   | –   | –  | –   | 28 | 42  | –   | 29  | –   | –   | –   | –   | –  | –   | –  | –   | –   | –   | –  | –   |
| Tilen Bartol | –   | –  | –  | 56  | 44  | –   | –   | –   | –  | –   | –  | 28  | –   | –   | –   | –   | –   | –   | –  | –   | –  | –   | –   | –   | 37 | 6   |
| Jaka Hvala | 29  | 39 | 38 | –   | –   | 42  | 47  | 4   | 26 | 4   | 11 | 2   | 5   | 8   | 9   | 5   | 6   | 6   | 11 | 2   | 33 | 5   | –   | –   | –  | –   |
| Žiga Jelar | –   | –  | –  | –   | –   | –   | –   | –   | –  | –   | –  | –   | –   | 32  | –   | –   | –   | –   | –  | –   | –  | –   | –   | –   | –  | –   |
| Rok Justin | 18  | 18 | 35 | 1   | 3   | –   | –   | –   | –  | –   | –  | –   | –   | –   | 12  | 9   | 8   | 12  | 14 | –   | –  | –   | 32  | 18  | 13 | 13  |
| Anže Lanišek | –   | –  | –  | –   | –   | –   | –   | 12  | 54 | 17  | 1  | 8   | 8   | –   | –   | 2   | 1   | 4   | 30 | 26  | 10 | 30  | –   | –   | –  | –   |
| Žiga Mandl | –   | –  | –  | –   | –   | –   | –   | –   | –  | –   | 20 | 43  | –   | –   | –   | –   | –   | –   | –  | –   | –  | –   | –   | –   | –  | –   |
| Mitja Mežnar | –   | –  | –  | –   | –   | –   | –   | –   | –  | –   | 25 | 16  | –   | –   | 10  | 15  | 10  | –   | –  | –   | –  | –   | 6   | 17  | 28 | 11  |
| Andraž Modic | –   | –  | –  | –   | –   | –   | –   | –   | –  | –   | 30 | 27  | –   | –   | –   | –   | –   | –   | –  | –   | –  | –   | –   | –   | –  | –   |
| Tomaž Naglič | –   | –  | –  | 45  | 21  | 11  | 22  | 10  | 11 | 2   | 2  | 35  | –   | –   | –   | –   | –   | –   | –  | 9   | 45 | 13  | –   | –   | –  | –   |
| Andraž Pograjc | 20  | 43 | 21 | –   | –   | 33  | 46  | –   | –  | –   | 13 | 3   | 7   | 14  | 36  | 11  | 13  | 11  | 10 | 43  | 17 | 21  | 8   | dsq | 14 | 15  |
| Cene Prevc | –   | –  | –  | –   | –   | –   | –   | –   | –  | –   | 10 | 21  | dsq | –   | –   | –   | –   | –   | –  | –   | –  | –   | –   | –   | –  | –   |
| Ernest Prišlič | –   | –  | –  | –   | –   | –   | –   | –   | –  | –   | –  | –   | –   | –   | –   | –   | –   | –   | –  | –   | –  | –   | 37  | 48  | –  | –   |
| Anže Semenič | 14  | 5  | 2  | dsq | 14  | 55  | 11  | 14  | 6  | 2   | 9  | 14  | 20  | 11  | 38  | –   | –   | 1   | 2  | 6   | 18 | 14  | 15  | 9   | 1  | 1   |
| Jure Šinkovec | 33  | 21 | 13 | 12  | 9   | 13  | 41  | –   | –  | dns | –  | –   | –   | –   | –   | –   | –   | –   | –  | –   | –  | –   | –   | –   | –  | –   |
| Miran Zupančič | 16  | 25 | 32 | 4   | 2   | 47  | 9   | 1   | 20 | 20  | 8  | 5   | 14  | 6   | 33  | 8   | 5   | 36  | 5  | 39  | 44 | 36  | 18  | 10  | 27 | 23  |
| Rožle Žagar | –   | –  | –  | –   | –   | –   | –   | –   | –  | –   | 52 | –   | –   | –   | –   | –   | –   | –   | –  | –   | –  | –   | –   | –   | –  | –   |
| Stany Zjednoczone |     |    |    |     |     |     |     |     |    |     |    |     |     |     |     |     |     |     |    |     |    |     |     |     |    |     |
| Nicholas Alexander | –   | –  | –  | –   | –   | –   | –   | –   | –  | –   | –  | 22  | –   | –   | –   | –   | –   | –   | –  | –   | –  | –   | –   | –   | –  | –   |
| Kevin Bickner | 47  | 51 | 49 | –   | –   | –   | –   | dsq | 45 | 38  | 42 | 31  | –   | –   | –   | –   | –   | 50  | 44 | 45  | 30 | 38  | –   | –   | –  | –   |
| AJ Brown | –   | –  | –  | –   | –   | –   | –   | –   | –  | –   | –  | –   | –   | –   | –   | –   | –   | 45  | 51 | –   | –  | –   | –   | –   | –  | –   |
| Trevor Edlund | –   | –  | –  | –   | –   | –   | –   | –   | –  | –   | –  | –   | –   | –   | –   | –   | –   | 50  | 49 | –   | –  | –   | –   | –   | –  | –   |
| Nicholas Fairall | 57  | 33 | 18 | –   | –   | –   | –   | –   | –  | –   | –  | –   | –   | –   | –   | –   | –   | –   | –  | –   | –  | –   | –   | –   | –  | –   |
| Christian Friberg | –   | –  | –  | 54  | 60  | –   | –   | –   | –  | –   | 57 | –   | 38  | 43  | 34  | –   | –   | 39  | 42 | –   | –  | –   | –   | –   | –  | –   |
| Michael Glasder | –   | –  | –  | dsq | 23  | 19  | 43  | –   | –  | –   | 16 | 18  | –   | –   | –   | –   | –   | 13  | 27 | –   | –  | –   | –   | –   | –  | –   |
| Alexander Haupt | –   | –  | –  | –   | –   | –   | –   | –   | –  | –   | –  | –   | –   | –   | –   | –   | –   | 32  | 39 | –   | –  | –   | –   | –   | –  | –   |
| Anders Johnson | –   | –  | –  | –   | –   | 21  | 53  | 39  | 21 | 27  | –  | –   | 40  | 37  | 25  | –   | –   | 33  | 28 | 31  | 37 | 22  | –   | –   | –  | –   |
| Nicholas Mattoon | –   | –  | –  | –   | –   | –   | –   | –   | –  | –   | –  | –   | –   | –   | –   | –   | –   | 46  | 50 | 52  | 50 | dsq | 53  | 50  | –  | –   |
| William Rhoads | 38  | 45 | 40 | –   | –   | 40  | 26  | 37  | 2  | 28  | –  | –   | –   | –   | –   | –   | –   | –   | –  | –   | –  | –   | –   | –   | –  | –   |
| Brian Wallace | –   | –  | –  | –   | –   | –   | –   | –   | –  | –   | –  | –   | –   | –   | –   | –   | –   | 50  | 51 | –   | –  | –   | –   | –   | –  | –   |
| Szwajcaria |     |    |    |     |     |     |     |     |    |     |    |     |     |     |     |     |     |     |    |     |    |     |     |     |    |     |
| Tobias Birchler | –   | –  | –  | 39  | 49  | –   | –   | –   | –  | –   | 50 | 31  | –   | –   | –   | –   | –   | –   | –  | –   | –  | –   | –   | –   | –  | –   |
| Gregor Deschwanden | 22  | 15 | 10 | 15  | 20  | –   | –   | –   | –  | –   | –  | –   | –   | –   | –   | –   | –   | –   | –  | –   | –  | –   | –   | –   | –  | –   |
| Luca Egloff | 42  | 29 | 34 | 43  | 33  | –   | –   | 33  | 12 | 24  | –  | –   | –   | –   | –   | 10  | 20  | –   | –  | –   | –  | –   | –   | –   | 43 | 9   |
| Pascal Egloff | –   | –  | –  | 34  | 42  | –   | –   | –   | –  | –   | 47 | –   | –   | –   | 40  | –   | –   | –   | –  | 32  | 34 | 41  | 43  | 41  | –  | –   |
| Marco Grigoli | –   | –  | –  | dns | –   | –   | –   | –   | –  | –   | –  | –   | –   | –   | –   | –   | –   | –   | –  | –   | –  | –   | –   | –   | –  | –   |
| Gabriel Karlen | –   | –  | –  | 20  | 36  | –   | –   | 43  | 48 | 11  | –  | –   | –   | –   | –   | 18  | 17  | 27  | 25 | –   | –  | –   | 47  | 42  | 19 | 14  |
| Pascal Kälin | –   | –  | –  | 52  | 47  | –   | –   | –   | –  | –   | –  | 39  | –   | –   | 35  | –   | –   | 8   | 9  | 29  | 28 | 44  | 46  | 40  | 24 | 33  |
| Killian Peier | 3   | 7  | 12 | 7   | 6   | –   | –   | 31  | 18 | 29  | –  | –   | –   | –   | –   | –   | –   | –   | –  | –   | –  | –   | –   | –   | –  | –   |
| Andreas Schuler | –   | –  | –  | 37  | 46  | –   | –   | –   | –  | –   | 44 | 19  | –   | –   | –   | 21  | 38  | 25  | 32 | 48  | 51 | 37  | –   | –   | –  | –   |
| Szwecja |     |    |    |     |     |     |     |     |    |     |    |     |     |     |     |     |     |     |    |     |    |     |     |     |    |     |
| Christian Inngjerdingen | 58  | 56 | 44 | 57  | 57  | –   | –   | 48  | 30 | 25  | –  | –   | –   | –   | –   | –   | –   | –   | –  | –   | –  | –   | –   | –   | –  | –   |
| Carl Nordin | 60  | 61 | 50 | 61  | 63  | –   | –   | 47  | 46 | 47  | –  | –   | –   | –   | –   | –   | –   | –   | –  | –   | –  | –   | –   | –   | –  | –   |
| Jonas-Sloth Sandell | 61  | 63 | 56 | 66  | 65  | –   | –   | –   | –  | –   | –  | –   | –   | –   | –   | –   | –   | –   | –  | –   | –  | –   | –   | –   | –  | –   |
| Turcja |     |    |    |     |     |     |     |     |    |     |    |     |     |     |     |     |     |     |    |     |    |     |     |     |    |     |
| Muhammet İrfan Çintımar | –   | –  | –  | –   | –   | –   | –   | 51  | 47 | 37  | –  | –   | –   | –   | –   | –   | –   | –   | 51 | –   | –  | –   | –   | –   | –  | –   |
| Ayberk Demir | –   | –  | –  | –   | –   | –   | –   | 49  | 51 | 39  | –  | –   | –   | –   | –   | –   | –   | 48  | 40 | –   | –  | –   | –   | –   | –  | –   |
| Fatih Arda İpcioğlu | –   | –  | –  | –   | –   | –   | –   | –   | –  | –   | –  | –   | –   | –   | –   | –   | –   | dns | –  | –   | –  | –   | –   | –   | –  | –   |
| Samet Karta | –   | 52 | 51 | –   | –   | –   | –   | 52  | 44 | 46  | –  | –   | –   | –   | –   | –   | –   | 42  | 38 | –   | –  | –   | –   | –   | –  | –   |
| Ukraina |     |    |    |     |     |     |     |     |    |     |    |     |     |     |     |     |     |     |    |     |    |     |     |     |    |     |
| Witalij Kaliniczenko | –   | –  | –  | 55  | 61  | 45  | 52  | –   | –  | –   | 55 | 55  | 41  | 39  | –   | 40  | 38  | –   | –  | –   | –  | –   | –   | –   | –  | –   |
| Andrij Kłymczuk | –   | –  | –  | 62  | 58  | 48  | 56  | –   | –  | –   | 54 | 57  | 45  | 46  | –   | 39  | 41  | –   | –  | –   | –  | –   | –   | –   | –  | –   |
| Stepan Pasicznyk | –   | –  | –  | 67  | 68  | –   | –   | –   | –  | –   | –  | –   | –   | –   | –   | 44  | 47  | –   | –  | –   | –  | –   | –   | –   | –  | –   |
| Włochy |     |    |    |     |     |     |     |     |    |     |    |     |     |     |     |     |     |     |    |     |    |     |     |     |    |     |
| Federico Cecon | –   | –  | –  | –   | –   | 38  | 12  | –   | –  | –   | –  | –   | –   | –   | 27  | –   | –   | –   | –  | –   | –  | –   | –   | –   | –  | –   |
| Sebastian Colloredo | –   | –  | –  | 26  | 16  | 32  | 30  | –   | –  | –   | –  | –   | –   | –   | –   | –   | –   | –   | –  | –   | –  | –   | –   | –   | –  | –   |
| Diego Dellasega | –   | –  | –  | 60  | 52  | –   | –   | –   | –  | –   | 48 | 48  | 44  | 38  | –   | –   | –   | 43  | 51 | –   | –  | –   | –   | –   | –  | –   |
| Roberto Dellasega | –   | –  | –  | –   | –   | –   | –   | –   | –  | –   | 43 | 45  | –   | –   | 22  | –   | –   | –   | –  | 46  | 38 | 33  | 24  | 11  | –  | –   |
| Alex Insam | –   | –  | –  | –   | –   | –   | –   | –   | –  | –   | –  | –   | –   | –   | –   | –   | –   | –   | –  | 34  | 43 | 32  | 45  | 36  | –  | –   |
| Michael Lunardi | –   | –  | –  | –   | –   | –   | –   | –   | –  | –   | –  | –   | dsq | 40  | –   | –   | –   | dsq | 51 | –   | –  | –   | –   | –   | –  | –   |
| Andrea Morassi | –   | –  | –  | 50  | 62  | –   | –   | –   | –  | –   | 49 | 46  | 27  | 34  | 45  | –   | –   | –   | –  | 38  | 36 | 27  | –   | –   | –  | –   |
| Daniele Varesco | –   | –  | –  | –   | –   | 24  | 33  | –   | –  | –   | –  | –   | –   | –   | –   | –   | –   | –   | –  | –   | –  | –   | 37  | 37  | –  | –   |
| Legenda |     |    |    |     |     |     |     |     |    |     |    |     |     |     |     |     |     |     |    |     |    |     |     |     |    |     |
| 1-3 4-30 poniżej 30 dns – Zawodnik zgłoszony do konkursu nie wystartował dsq – Zawodnik zdyskwalifikowany - – Zawodnik nie zgłoszony do konkursu |     |    |    |     |     |     |     |     |    |     |    |     |     |     |     |     |     |     |    |     |    |     |     |     |    |     |

## Klasyfikacja generalna
Stan po zakończeniu sezonu
| Miejsce | Zawodnik              | Występy | Punkty |
| ------- | --------------------- | ------- | ------ |
| 1.      | Anže Semenič          | 24      | 901    |
| 2.      | Kenneth Gangnes       | 15      | 638    |
| 3.      | Miran Zupančič        | 26      | 607    |
| 4.      | Andreas Wank          | 15      | 602    |
| 5.      | Jaka Hvala            | 20      | 591    |
| 6.      | Stephan Leyhe         | 10      | 502    |
| 7.      | Ulrich Wohlgenannt    | 13      | 471    |
| 8.      | Dawid Kubacki         | 8       | 466    |
| 9.      | Anže Lanišek          | 13      | 463    |
| 10.     | Tom Hilde             | 15      | 433    |
| 11.     | Clemens Aigner        | 19      | 431    |
| 12.     | Robert Johansson      | 20      | 423    |
| 13.     | Karl Geiger           | 19      | 410    |
| 14.     | Daniel-André Tande    | 7       | 409    |
| 15.     | Maciej Kot            | 13      | 403    |
| 16.     | Halvor Egner Granerud | 14      | 401    |
| 17.     | Stefan Hula           | 21      | 372    |
| 18.     | Manuel Fettner        | 8       | 366    |
| 19.     | Rok Justin            | 14      | 362    |
| 20.     | Krzysztof Biegun      | 19      | 346    |
| 21.     | Bartłomiej Kłusek     | 21      | 342    |
| 22.     | Andraž Pograjc        | 21      | 339    |
| 23.     | Daniel Wenig          | 9       | 321    |
| 24.     | Klemens Murańka       | 4       | 310    |
| 25.     | Tomaž Naglič          | 12      | 302    |
| 26.     | Danny Queck           | 25      | 296    |
| 27.     | Manuel Poppinger      | 6       | 294    |
| 28.     | Pius Paschke          | 21      | 289    |
| 29.     | Aleksander Zniszczoł  | 7       | 277    |
| 30.     | Markus Schiffner      | 22      | 269    |
| ...     |                       |         |        |